# Serafim Saka

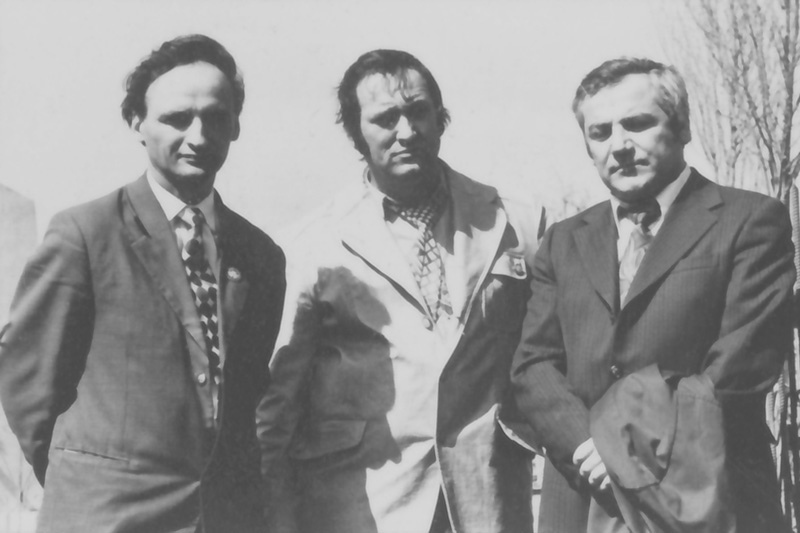
Scriitorii Grigore Vieru, Ion Vatamanu și Serafim Saka în anii 1970

Serafim Saka (sau Serafim Saca; 16 martie 1935, satul Vancicăuți, județul interbelic Hotin, Regatul României, azi regiunea ucraineană Cernăuți – d. 20 mai 2011, Chișinău, Republica Moldova) a fost un scriitor, prozator, eseist și dramaturg român din Republica Moldova.

## Biografie
A absolvit Institutul Pedagogic „Ion Creangă” din Chișinău și Cursurile superioare de regizori și scenariști din Moscova. A fost membru al Uniunii Scriitorilor din Republica Moldova din 1966 și a colaborat cu Academia de Științe a Moldovei. A fost redactor la publicațiile „Tinerimea Moldovei”, „Cultura”, „Nistru”, președinte al PEN-Club-ului (Moldova). Debutează editorial cu volumul de proze Era târziu (1968). Autoritățile sovietice i-au interzis în 1976-1987 publicarea mai multor lucrări. Saka a primit în Premiul de Stat al RSSM în 1987, Bursier al Fundației Soros-Moldova (1999), Premiul Uniunii Scriitorilor (1988, 1995), Maestru în Artă (1992), Ordinul „Gloria Muncii” în 1996 și Ordinul Republicii în 2010. A scris și câteva piese de teatru, două dintre care au fost montate la Chișinău: Această copilărie îndepărtată și Omul a doua zi.

## Opera
- Casa cu flori (1965)[necesită citare]
- Chișinău - 67 (1967)[necesită citare]
- Răspântii (1967)[necesită citare]
- Era târziu (1968)
- Vămile (1972)
- Aici și acum (1976)
- Linia de plutire (1987)
- Peregrinările și suferințele spătarului Neculai din Milești: Povestire cinematografică (în colab.) (1988)
- Pentru tine bat... (1988)
- Basarabia în GULAG (1995)
- Bibliografie – Serafim Saka. Aici: atunci și acum. Dialoguri. Prefață de Leo Butnaru. Chișinău, Editura „Prut Internațional”, 2010.